# Makhtar Gueye (cestista)
Makhtar Gueye (Rufisque, 7 gennaio 1997) è un cestista senegalese.

## Carriera
Con il Senegal ha disputato i Campionati mondiali del 2019.